# Łopuszka Wielka
Łopuszka Wielka est un village du sud-est de la Pologne dans la voïvodie des Basses-Carpates. Il fait partie de la gmina de Kańczuga (commune urbaine-rurale) et du powiat de Przeworsk. La population du village s'élevait à 1 477 habitants en 2011.

## Géographie
Łopuszka Wielka se situe à environ à 5,7 km de Kańczuga, 15,7 km de Przeworsk la capitale du powiat et 30,5 km de Rzeszów la capitale régionale.